# Rudgea mexiae
Rudgea mexiae är en måreväxtart som beskrevs av Paul Carpenter Standley. Rudgea mexiae ingår i släktet Rudgea och familjen måreväxter. Inga underarter finns listade i Catalogue of Life.